# Niedokończony film
Niedokończony film (tytuł hebrajski: שתיקת הארכיון Shtikat haArkhion) – dokumentalny film Yael Hersonski opisujący powstanie niemieckiego nazistowskiego filmu propagandowego z 1942 roku dotyczącego getta warszawskiego przed jego likwidacją.
Film pokazuje życie w getcie warszawskim w maju 1942 roku.  Materiał filmowy jest porównany z dziennikami Adama Czerniakowa. M.in. dzięki temu widać propagandowy charakter materiału filmowego.  Użyte są także raporty Heinza Auerswalda oraz przesłuchanie 
Willego Wista - jednego z kamerzystów filmu.
Premiera filmu odbyła się na Sundance Film Festival, gdzie film zdobył nagrodę  „World Cinema Documentary Editing Award”. Film był pokazywany w kinach w USA  18 sierpnia 2010. Od marca 2011 film jest dystrybuowany na DVD, materiały dodatkowe to wywiad z Adrianem Woodem oraz Michałem Berenbaumem.